# Bezbednosno Informativna Agencija
La Bezbednosno Informativna Agencija (en cirílico: Безбедносно-информативна агенција; en español Agencia de Información de Seguridad), conocida como BIA por sus siglas en serbio, es el principal organismo de los servicios secretos de Serbia. Su misión es la obtención de información para contribuir a salvaguardar los intereses del Estado serbio, su integridad y su seguridad territorial.

## Objetivos
La Ley que regula la Agencia de Información de Seguridad de la República de Serbia entró en vigor el 27 de julio de 2002, y por primera vez en la historia moderna serbia separaba las actividades de inteligencia civil del Ministerio del Interior.
Según esta ley: 

La Agencia lleva a cabo las tareas relativas a: la protección de la seguridad de la República de Serbia, el descubrimiento y la prevención de actividades que amenazan con socavar o perturbar el orden constitucional de la República de Serbia; recopilación, procesamiento y análisis de seguridad de inteligencia e información importante para la seguridad de la República de Serbia; informar a las autoridades competentes del Estado acerca de estos datos y otras tareas definidas por la Ley.
(Artículo 2, Ley del BIA)

El ámbito de las actividades de la Agencia incluye: 
- Actividades de contrainteligencia: Recopilación, análisis, procesamiento y evaluación de información sobre las actividades de los servicios de inteligencia extranjeros, individuos, grupos y organizaciones en el territorio de la República de Serbia, contra la seguridad del Estado.

- Actividades de Inteligencia: A través de actividades llevadas a cabo en Serbia y el extranjero para la recopilación, análisis, procesamiento y evaluación de información política, económica, de seguridad y de naturaleza militar, que se refieren a países extranjeros, políticos, militares y económicos y las asociaciones y organizaciones que indiquen intenciones o posibilidades de actividades contra la seguridad de la República de Serbia.

- Otras actividades relacionadas con la seguridad: Prevención de actividades dirigidas a la ejecución de la delincuencia organizada, actos delictivos con elementos del exterior o interior y el terrorismo  internacional, así como los más graves actos criminales contra la humanidad, el Derecho Internacional y el orden constitucional.

## Estructura
El organigrama de mando del BIA es el siguiente:

## Historia
Los orígenes de los servicios secretos de Serbia se remontan a 1918, ligados a la estructura del estado, y desde 1945 vinculados al sistema comunista de Yugoslavia, con la Uprava državne bezbednosti (UBDA). Los antiguos servicios secretos yugoslavos fueron modernizados tras la ley de 2002 que lo desvinculaba del Ministerio de Interior. Desde ese año, los directores de la Agencia han sido Andreja Savic, Misa Milicevic, Rade Bulatovic y Saša Vukadinović.

## Actuaciones

### Lucha contra las mafias
La Agencija tuvo un papel determinante en la localización y captura de los autores del asesinato del primer ministro de Serbia, Zoran Đinđić, el 12 de marzo de 2003, en un operativo llevado a cabo por todo el país contra el poderoso clan mafioso de Zemun.
Dentro de la lucha que mantiene el gobierno de Serbia para desmantelar las mafias, que han dispuesto de gran libertad y poder en la antigua Yugoslavia, el BIA desempeña un papel esencial. Entre sus operaciones cabe destacar la desarrollada en junio de 2006 en las ciudades de Belgrado, Niš y Sremska Mitrovica que culminó con la desarticulación de un grupo delictivo dedicado a la extorsión.

### Búsqueda de criminales de guerra
Dentro de la cooperación del gobierno de Boris Tadić con la comunidad internacional para la localización de imputados por el TPIY por delitos cometidos en las guerras yugoslavas, que puedan estar ocultos en territorio serbio, el BIA lleva a cabo investigaciones que culminaron con la localización y detención de Radovan Karadžić, exlíder de los serbobosnios durante la guerra de Bosnia, que está acusado por el tribunal de delitos como genocidio y crímenes de guerra, desaparecido desde 1995 y detenido en Belgrado el 21 de julio de 2008, tras un operativo llevado a cabo por la Agencia, que también localizó a Stojan Župljanin. El 26 de mayo de 2011, participó además en la detención de Ratko Mladić, el otro fugitivo más buscado por la justicia serbia.